# باريس تورز 1912
باريس تورز 1912 هو سباق دراجات هوائية، وهو الموسم رقم 9 من باريس تورز، وأقيم في عام 1912.
فاز بالمركز الأول Louis Heusghem ‏، وبالمركز الثاني Charles Deruyter ‏، وبالمركز الثالث لوسيان بوتي-بريتون.

## الفائزون
| الترتيب | الفائز             |
| ------- | ------------------ |
| الفائز  | Louis Heusghem ‏    |
| الثاني  | Charles Deruyter ‏  |
| الثالث  | لوسيان بوتي-بريتون |